# آنتون واکز
آنتون واکز (انگلیسی: Anton Walkes; ۸ فوریهٔ ۱۹۹۷ – ۱۹ ژانویهٔ ۲۰۲۳) بازیکن فوتبال اهل بریتانیا بود.
از باشگاه‌هایی که در آن بازی کرده‌است می‌توان به باشگاه فوتبال تاتنهام هاتسپر، باشگاه فوتبال پورتسموث، و باشگاه فوتبال آتلانتا یونایتد اشاره کرد.